# Indri llanós meridional
L'indri llanós meridional (Avahi meridionalis) és un indri llanós que, com tots els lèmurs, és endèmic de Madagascar. Se'l troba als voltants de Sainte Luce i Andohabele, a la província sud-oriental de Fianarantsoa. El seu nom específic significa "meridional" i es refereix al fet que és l'espècie que es troba més al sud de tots els indris llanosos de l'est de l'illa.